# Kinbergonuphis multidentata
Kinbergonuphis multidentata är en ringmaskart som först beskrevs av Hartmann-Schröder 1960.  Kinbergonuphis multidentata ingår i släktet Kinbergonuphis och familjen Onuphidae. Inga underarter finns listade i Catalogue of Life.